# Hawken (jeu vidéo)
Pour les articles homonymes, voir Hawken.
Hawken  un jeu vidéo de tir à la première personne en ligne massivement multijoueur développé par Adhesive Games mettant en scène des mechas. Il est édité par Meteor Entertainment et est sorti le 12 décembre 2012 en open beta. En 2016 le jeu sort sur Xbox One et sur PlayStation 4.
Le 2 janvier 2018, les développeurs ont déconnecté les serveurs de la version PC.